# Ōza 2017
L'Ōza 2017 è stata la sessantacinquesima edizione del torneo goistico giapponese Ōza.

## Svolgimento

### Fase preliminare
La fase preliminare serve a determinare chi accede al torneo per la selezione dello sfidante. Consiste in una serie di tornei preliminari iniziali, i cui vincitori si qualificano al torneo per la determinazione dello sfidante.
- W indica vittoria col bianco
- B indica vittoria col nero
- X indica la sconfitta
- +R indica che la partita si è conclusa per abbandono
- +N indica lo scarto dei punti a fine partita
- +F indica la vittoria per forfeit
- +T indica la vittoria per timeout
- +? indica una vittoria con scarto sconosciuto
- V indica una vittoria in cui non si conosce scarto e colore del giocatore

|  | Primo turno        | Primo turno        | Primo turno |  |  | Secondo turno    | Secondo turno    | Secondo turno   |       |                  | Semifinali       | Semifinali       | Semifinali |  |  | Finale | Finale | Finale |
|  |                    |                    |             |  |  |                  |                  |                 |       |                  |                  |                  |            |  |  |        |        |        |
|  | Yu Zhengqi         | Yu Zhengqi         | B+R         |  |  |                  |                  |                 |       |                  |                  |                  |            |  |  |        |        |        |
|  | Han Zenki          | Han Zenki          |             |  |  | Yu Zhengqi       | Yu Zhengqi       |                 |       |                  |                  |                  |            |  |  |        |        |        |
|  | Toramaru Shibano   | Toramaru Shibano   | W+0,5       |  |  | Toramaru Shibano | Toramaru Shibano | W+R             |       |                  |                  |                  |            |  |  |        |        |        |
|  | Tomochika Mizokami | Tomochika Mizokami |             |  |  |                  |                  |                 |       | Toramaru Shibano | Toramaru Shibano | W+0,5            |            |  |  |        |        |        |
|  | Cho Riyu           | Cho Riyu           |             |  |  |                  | Hironari Nakano  | Hironari Nakano |       |                  |                  |                  |            |  |  |        |        |        |
|  | Hironari Nakano    | Hironari Nakano    | W+7,5       |  |  | Hironari Nakano  | Hironari Nakano  | B+1,5           |       |                  |                  |                  |            |  |  |        |        |        |
|  | Atsushi Ida        | Atsushi Ida        | W+0,5       |  |  | Atsushi Ida      | Atsushi Ida      |                 |       |                  |                  |                  |            |  |  |        |        |        |
|  | Ō Rissei           | Ō Rissei           |             |  |  |                  |                  |                 |       |                  | Toramaru Shibano | Toramaru Shibano |            |  |  |        |        |        |
|  | Rin Kanketsu       | Rin Kanketsu       |             |  |  |                  | Ryo Ichiriki     | Ryo Ichiriki    | B+1,5 |                  |                  |                  |            |  |  |        |        |        |
|  | Naoki Hane         | Naoki Hane         | W+R         |  |  | Naoki Hane       | Naoki Hane       |                 |       |                  |                  |                  |            |  |  |        |        |        |
|  | Tatsuya Shida      | Tatsuya Shida      |             |  |  | Ryo Ichiriki     | Ryo Ichiriki     | B+R             |       |                  |                  |                  |            |  |  |        |        |        |
|  | Ryo Ichiriki       | Ryo Ichiriki       | B+R         |  |  |                  |                  |                 |       | Ryo Ichiriki     | Ryo Ichiriki     | B+R              |            |  |  |        |        |        |
|  | Kunio Ishii        | Kunio Ishii        |             |  |  |                  | Makoto Sono      | Makoto Sono     |       |                  |                  |                  |            |  |  |        |        |        |
|  | Makoto Sono        | Makoto Sono        | W+R         |  |  | Makoto Sono      | Makoto Sono      | W+R             |       |                  |                  |                  |            |  |  |        |        |        |
|  | Shinji Takao       | Shinji Takao       | B+R         |  |  | Shinji Takao     | Shinji Takao     |                 |       |                  |                  |                  |            |  |  |        |        |        |
|  | Junya Oba          |                    |             |  |  |                  |                  |                 |       |                  |                  |                  |            |  |  |        |        |        |

### Finale
La finale è una sfida al meglio delle cinque partite.